# Euphorbia cactus
Euphorbia cactus es una especie fanerógama perteneciente a la familia Euphorbiaceae. Es endémica de Sudán, Eritrea, Yemen y Arabia. 

## Descripción
Es una pequeña planta con tallos triangulares carnosos con sus bordes espinosos. Arbusto que alcanza un tamaño de 1,8 m de altura, mucho más amplio que alto, con ramas ascendentes, tallos 3 (-4) angulares, de 3,6 cm de ancho, irregular segmentado.

## Ecología
Se encuentra en las llanuras costeras arenosas, o en los matorrales de Acacia oerfota sobre suelos volcánicos; a una altitud de ± 5-1000 metros.
El cultivo se efectúa sin ninguna dificultad. 

## Taxonomía
Euphorbia cactus fue descrita por Ehrenb. ex Boiss. y publicado en Prodromus Systematis Naturalis Regni Vegetabilis 15(2): 82. 1866.
Etimología
Euphorbia: nombre genérico que deriva del médico griego del rey Juba II de Mauritania (52 a 50 a. C. - 23), Euphorbus, en su honor – o en alusión a su gran vientre –  ya que usaba médicamente Euphorbia resinifera. En 1753 Carlos Linneo asignó el nombre a todo el género.
cactus: epíteto latino que significa "cactus".
Sinonimia
- Euphorbia cactus var. tortirama Rauh & Lavranos[7]